# Josep Maria Trias de Bes
Josep Maria Trias de Bes i Serra (Madrid, 19 de noviembre de 1944) es un abogado y político de Cataluña (España).
Josep Maria Trias de Bes pertenece a una familia notable barcelonesa. Su abuelo fue Josep Maria Trias de Bes i Giró, catedrático de Derecho Internacional, dirigente de la Lliga Regionalista, colaborador de Francesc Cambó, diputado de la Restauración y de la Segunda República. Su padre fue diplomático, razón por la que nació en Madrid, donde entonces trabajaba su padre. Estudió en el Liceo Francés de Barcelona. Licenciado en Derecho por la Universidad de Barcelona en 1968, está especializado en las áreas de Derecho Mercantil y Civil. Estuvo casado con la abogada laboralista y militante del PSC-PSOE Consuelo Maqueda de Anta, asesinada por un perturbado en su despacho de abogados el 24 de julio de 1984.
Durante los años sesenta militó en el PSUC y participó en la Capuchinada de 1966. Sin embargo, en 1973 fue responsable de comunicación de Convergència Socialista de Catalunya (CSC). Durante la Transición comenzó su militancia en Convergència Democràtica de Catalunya (CDC), formación en la que llegó a ser miembro del Comité Ejecutivo y del Consejo Nacional. Entró en el Congreso de los Diputados en septiembre de 1980, sustituyendo a Joan Rigol. En las elecciones generales de 1982, 1986 y 1989 fue elegido diputado por CiU por la provincia de Barcelona. 
En 1992 se enfrentó a Jordi Pujol apoyando la participación de CiU en el Gobierno de España, algo a lo que Pujol se oponía. En las elecciones generales del 1993, Trias ya no repitió como candidato y se retiró a sus actividades profesionales como abogado. Sin embargo en 1994 fue nombrado miembro del Consejo de Administración de RTVE en representación de CiU. En junio de 1995 renunció a su puesto en el consejo de RTVE y abandonó CDC. Poco después anunció su paso al Partido Popular. En las generales de 1996 fue el cabeza de lista del PP en Barcelona, resultando elegido diputado, si bien los resultados del PP no fueron los esperados por la dirección popular. El 27 de julio de 1996 dimitió y fue sustituido por Salvador Sanz Palacio debido a su nombramiento, por parte del ministerio de Economía, dirigido por Rodrigo Rato, como presidente ejecutivo de Transmediterránea, cargo que ocupó hasta diciembre de 1999 y que abandonó de forma polémica. Posteriormente ha formado parte de los firmantes del Manifiesto del Sí al nuevo estatuto de autonomía de Cataluña.
Tras casi diez años apartado de la política,  Trias de Bes militó en Unión Progreso y Democracia desde febrero de 2009 hasta septiembre de 2010.